# Otto von Böhtlingk
Otto Nikolaus von Böhtlingk (ur. 11 czerwca 1815 w Petersburgu, zm. 1 kwietnia 1904 w Lipsku) – niemiecki językoznawca, leksykograf, indolog, pochodzenia holenderskiego.

## Życiorys
Od 1855 r. był profesorem uniwersytetu w Petersburgu, a później uniwersytetów w Jenie i Lipsku. Był autorem dwu słowników sanskrycko-niemieckich, w tym siedmiotomowego Sanskrit-Wörterbuch (1853–1875, wraz z Rudolfem Rothem), który stał się wybitnym osiągnięciem językoznawstwa dziewiętnastowiecznego (istnieje także wersja skrócona Sanskrit-Wörterbuch in kürzerer Fassung, 1879–1889). W 1876 otrzymał Pour le Mérite za Naukę i Sztukę
Ponadto wydał i przetłumaczył na język niemiecki m.in. sanskrycką gramatykę Paniniego, poetykę Dandina i dramat Kalidasy pt. Śakuntala.
Badał także język jakucki, czego owocem była obszerna, trzytomowa praca pt. Über die Sprache der Jakuten (1851).